# МКС-16
МКС-16 — шестнадцатая долговременная экспедиция к Международной космической станции. Первая женщина — командир орбитальной станции. Основной экипаж работал на борту МКС с 12 октября 2007 года 14:50:05 UTC (момент стыковки корабля Союз ТМА-11 с МКС) по 19 апреля 2008 года 05:06:03 UTC (момент расстыковки корабля Союз ТМА-11 от МКС). Пегги Уитсон и  Юрий Маленченко проработал на МКС по две экспедиции. Суммарная продолжительность работы Пегги Уитсон за две экспедиции (МКС-5 и МКС-16) составила 367 суток 18 ч 41 мин 22 сек (рекордное время для женщин). Суммарная продолжительность работы  Юрия Маленченко (две экспедиции МКС-7 и МКС-16) составляет 372 сут 7 ч 37 мин 11 сек, что превышает время Михаила Тюрина  (МКС-4 и МКС-14).

## Экипаж
Экипаж до 5 ноября 2007 года
- (НАСА) Пегги Уитсон (2)[1] — командир МКС-16, бортинженер «Союз ТМА-11»
- (Роскосмос) Юрий Маленченко (4) — бортинженер—1
- (НАСА) Клейтон Андерсон (1) — бортинженер—2

Экипаж после 5 ноября 2007 года
- (НАСА) Пегги Уитсон (2) — командир МКС-16, бортинженер «Союз ТМА-11»
- (Роскосмос) Юрий Маленченко (4) — бортинженер—1
- (НАСА) Дэниел Тани — бортинженер—2

Экипаж после 18 февраля 2008 года
- (НАСА) Пегги Уитсон (2) — командир МКС-16, бортинженер «Союз ТМА-11»
- (Роскосмос) Юрий Маленченко (4) — бортинженер—1
- (ЕКА) Леопольд Эйартц (2) — бортинженер—2

Экипаж с 25 марта 2008 года
- (НАСА) Пегги Уитсон (2) — командир МКС-16, бортинженер «Союз ТМА-11»
- (Роскосмос) Юрий Маленченко (4) — бортинженер—1
- (НАСА) Гаррет Рейзман (1) — бортинженер—2

### Дублирующие экипажи
Дублирующий экипаж для основной группы
- (НАСА) Майкл Финк — командир МКС, бортинженер-1 «Союз ТМА-11»
- (Роскосмос) Салижан Шарипов — бортинженер-1 МКС, командир «Союз ТМА-11»

Дублёр для Андерсона
- (НАСА) Грегори Шамитофф — бортинженер-2

Дублёр для Тани
- (НАСА) Сандра Магнус — бортинженер-2

Дублёр для Эйартца
- (ЕКА) Франк де Винне — бортинженер-2

Дублёр для Райзмана
- (ЕКА) Тимоти Копра — бортинженер-2

## Выходы в открытый космос
- 9 ноября 2007 года,  Пегги Уитсон и  Юрий Маленченко, из модуля Квест, длительность 6 ч 55 мин[2], подготовка гермоадаптера PMA-2 к установке на модуле «Гармония».
- 20 ноября 2007 года,  Пегги Уитсон и  Дэниел Тани, из модуля Квест, длительность 7 ч 16 мин[3], выполнение работ с системами модуля «Гармония».
- 24 ноября 2007 года,  Пегги Уитсон и  Дэниел Тани, из модуля Квест, длительность 7 ч 4 мин[4], завершение соединения магистральных кабелей между гермоадаптером PMA-2, модулями «Гармония» и «Дестини».
- 18 декабря 2007 года,  Пегги Уитсон и  Дэниел Тани, из модуля Квест, длительность 6 ч 56 мин[5], отрегулирование систем солнечных батарей станции.
- 30 января 2008 года,  Пегги Уитсон и  Дэниел Тани, из модуля Квест, длительность 7 ч 10 мин[6], замена модуля, отвечающего за поворот солнечных батарей на секции S4.

## Экспедиции посещения
- Экспедиция посещения ЭП-13 в составе первого астронавта Малайзии —  шейх Музафар Шукор (дублёр —  Фаиз бин-Халид). Старт 10.10.2007 и стыковка к МКС 12.10.2007 на корабле  «Союз ТМА-11» вместе с двумя членами экипажа МКС-16. Расстыковка и посадка на Землю 21.10.2007 на корабле  «Союз ТМА-10» вместе с двумя членами экипажа МКС-15.
- Спейс Шаттл «Дискавери» миссии STS-120, старт 23.10.2007, стыковка 25.10.2007, расстыковка 05.11.2007, посадка 07.11.2007. Доставка на МКС модуля «Гармония». Смена одного члена экипажа МКС-16: доставка  Дэниела Тани и возвращение  Клейтона Андерсона. Экипаж шаттла выполнил четыре выхода в открытый космос из модуля Квест.
- Спейс Шаттл «Атлантис» миссии STS-122, старт 07.02.2008, стыковка 09.02.2008, расстыковка 18.02.2008, посадка 20.02.2008. Доставка на МКС европейского лабораторного модуля «Коламбус». Смена одного члена экипажа МКС-16: доставка  Леопольда Эйартца, возвращение  Дэниела Тани. Экипаж шаттла выполнил три выхода в открытый космос из модуля Квест.
- Спейс Шаттл «Индевор» миссии STS-123, старт 11.03.2008, стыковка 13.03.2008, расстыковка 25.03.2008, посадка 27.03.2008. Доставка на МКС первой секции японского модуля «Кибо». Доставка и монтаж на МКС канадского высокоточного робота-манипулятора Dextre. Смена одного члена экипажа МКС-16: доставка  Гаррета Рейзмана, возвращение  Леопольда Эйартца. Экипаж шаттла выполнил пять выходов в открытый космос из модуля Квест.
- Экспедиция посещения ЭП-14 в составе первой астронавта Южной Кореи —  Ли Со Ён. Старт 08.04.2008 и стыковка 10.04.2008 на корабле  «Союз ТМА-12» вместе с двумя членами экипажа МКС-17. Расстыковка и посадка 19.04.2008 на корабле  «Союз ТМА-11» вместе с двумя членами экипажа МКС-16.

## Принятые грузовые корабли
- «Прогресс М-62», старт 23.12.2007, стыковка 26.12.2007.
- «Прогресс М-63», старт 05.02.2008, стыковка 07.02.2008.
- ATV-001 «Жюль Верн», старт 09.03.2008, стыковка 03.04.2008. Испытательный полёт первого европейского грузового корабля серии ATV.

## События
10 октября 2007 года в 17:22:38 (мск.) ракетой-носителем «Союз-ФГ», с космодрома Байконур был осуществлён запуск космического корабля «Союз ТМА-11», который доставил на борт Международной космической станции экипаж из состава шестнадцатой долговременной экспедиции и тринадцатой экспедиции посещения. 12 октября 2007 года, после стыковки корабля с МКС, астронавт (НАСА) Пегги Уитсон, впервые официально стала первой женщиной — командиром станции, а малайзиец Шейх Музафар Шукор Аль Масри, первым гражданином своей страны, побывавшем в космосе. Российский космонавт, командир станции в составе седьмой экспедиции, Юрий Иванович Маленченко, также впервые вернулся на неё в качестве бортинженера. К тому же, во время экспедиции STS-120, шаттлом Дискавери командовала представительница женского пола, Памела Мелрой, что также стало первым случаем, когда на орбите Земли одновременно находились две женщины, командующие космическими аппаратами.

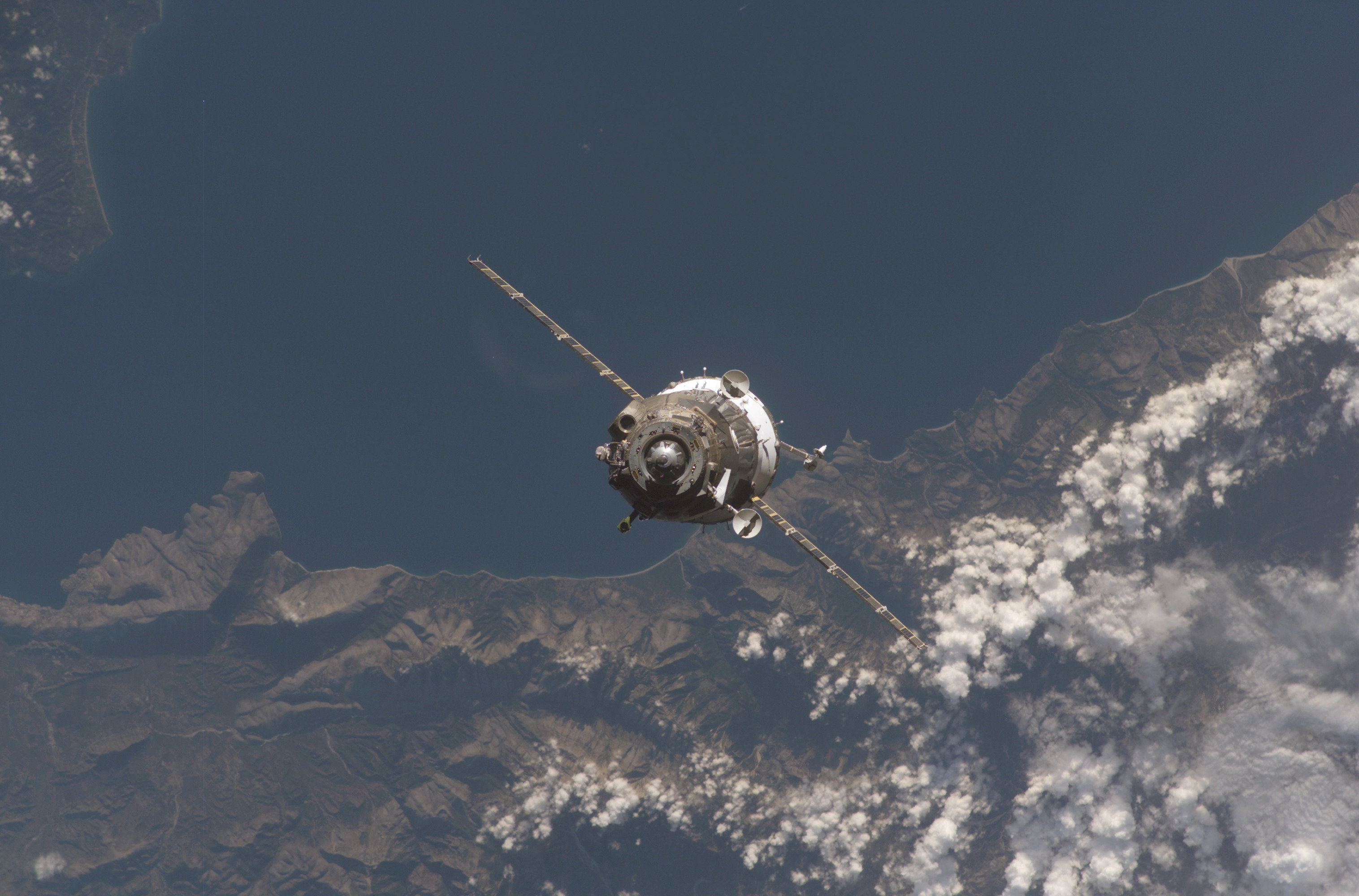
Союз ТМА-11 прибывает на МКС

Американский астронавт Клейтон Андерсон из состава экспедиции МКС-15, уже находившийся на МКС, не улетел 21 октября 2007 года на корабле «Союз ТМА-10» вместе с малайзийцем, и считался членом шестнадцатой экспедиции около трёх недель, до прибытия сменившего его Дэниела Тани, прилетевшем на STS-120, 25 октября 2007. 9 февраля 2008 к МКС пристыковался Шаттл STS-122 на котором прибыл Леопольд Эйартц, который сменил Тани. 13 марта 2008 года была произведена последняя смена экипажа МКС-16 — шаттл индевор STS-123 привёз американского астронавта НАСА Гаррета Рейзмана, который заменил Леопольд Эйартца и задержался дольше всех, став частью экспедиции МКС-17.

## Некоторые подробности
С 10 октября 2007 года по 21 октября 2007 года, во время выполнения программы посещения ЭП-13, и в дальнейшем, был проведён целый ряд научно-прикладных исследований и экспериментов.
С 26 октября по 31 октября 2007 года, экипаж шаттла «Дискавери» STS-120, проводили работы по подключению привезённого ими модуля «Гармония» (Нод 2), к левому стыковочному порту модуля «Юнити» (Нод 1). Новый модуль добавил более 71 кубического метра (2,500 кубических футов) к жилому объёму станции. Также ими было изменено местоположение энергетического блока P6.
Позднее, были осуществлены пять выходов в открытый космос: Маленченко и Уитсон проводили работы по настройке стыковочного узла; Уитсон и Тани, при помощи подвижной сервисной системы (манипулятор на модуле LAB), проводили работы перемещению модуля «Гармония», установив его в окончательное положение — к переднему стыковочному узлу модуля «Дестини».
В рамках экспедиции был осуществлён приём и обслуживание грузовых кораблей «Прогресс М-62» и «Прогресс М-63».
16 апреля 2008 года командир 16-й экспедиции МКС Пегги Уитсон превзошла рекорд суммарной продолжительности пребывания в космосе для американских астронавтов. До 16 апреля рекорд суммарной продолжительности пребывания в космосе для американских астронавтов составлял 373 суток 23 часа 19 минут. Этот рекорд принадлежал астронавту Майклу Фоулу, который совершил 6 космических полетов: четыре полета на кораблях Спейс шаттл и два в составе долговременных экспедиций на космических станциях «Мир» и МКС. Текущий полёт Пегги Уитсон, в качестве командира шестнадцатой экспедиции МКС, — второй в её космической карьере. Первый полет она совершила в качестве бортинженера пятой долговременной экспедиции МКС с 5 июня 2002 года по 7 декабря 2002 года. Продолжительность её первого полета составила 184 суток 22 часа 14 минут. 16 апреля 2008 года около 14 часов 30 минут по Гринвичу суммарное время пребывания в космосе Пегги Уитсон сравняется с суммарным временем Майкла Фоэла. Пегги Уитсон возвратился на Землю 20 апреля 2008 года. После приземления суммарное время Пегги Уитсон составило примерно 377 суток. Это новый рекорд для американских астронавтов. Абсолютный рекорд суммарной продолжительности пребывания в космосе принадлежит российскому космонавту Сергею Крикалёву и составляет 803 суток 9 часов 39 минут.